# Komuna e Blerimit
Komuna e Blerimit är en kommun i Albanien.   Den ligger i prefekturen Qarku i Shkodrës, i den norra delen av landet, 100 km norr om huvudstaden Tirana.
Omgivningarna runt Komuna e Blerimit är en mosaik av jordbruksmark och naturlig växtlighet.  Runt Komuna e Blerimit är det ganska tätbefolkat, med 58 invånare per kvadratkilometer.